# Долгий, Вольф Гитманович
Вольф Ги́тманович Долги́й (псевдоним О. Вадимов; 20 августа 1930, Добровеличковка, Уманский округ — 2013, Москва) — советский и российский драматург, журналист, писатель, сценарист и юрисконсульт, Член Союза писателей Москвы и СССР.

## Биография
Родился 20 августа 1930 года в местечке Добровеличковка. Вскоре после его рождения семья переехала в Москву. В 1947 году поступил в Московский юридический институт, который он окончил в 1952 году, после чего переехал в Калининград, где работал сначала юрисконсультом, затем журналистом. В качестве писателя написал ряд книг. В 1960 году поступил на Высшие сценарные курсы, которые окончил в 1962 году. Его дипломной работой стал сценарий «Я купил папу», который в том же году был экранизирован, затем были экранизированы ещё два произведения — «Алёшкина охота» и «Первый рейс».
В 1991 году издавал газету «Кенигсбергский курьер», где впервые публиковались очерки об истории края.
Скончался в 2013 году в Москве. Похоронен на Востряковском кладбище.